# Andrzej Błasik
Andrzej Błasik (født 11. oktober 1962, død 10. april 2010) var generalløjtnant i den polske hær og øverstbefalende for det polske luftvåben. Han blev født i Poddębice, Polen.
I perioden 1977-1981 blev han uddannet i Deblin. I 1985 fik han militært rang af sekondløjtnant. I perioden 1993-1995 studerede han i Warszawa, og efter endt eksamen, blev han certificeret officer.
Den 15. august 2005 blev han forfremmet til brigadegeneral. I et kort stykke tid fungerede han som chefrektor ved luftvåbnets officerskole. Den 19. april 2007 blev han udnævnt til chef for luftvåbnet, og blev forfremmet til generalmajor.
Den 15. august 2007 blev han forfremmet til generalløjtnant.
Han omkom under et flystyrt den 10. april 2010, sammen med bl.a. Polens præsident Lech Kaczyński.